# Pollinkhove
Pollinkhove is een dorp in de Belgische provincie West-Vlaanderen en een deelgemeente van Lo-Reninge, het was een zelfstandige gemeente tot aan de gemeentelijke herindeling van 1971 toen het fuseerde met Lo waarna beide in 1977 deelgemeenten werden van de nieuwe gemeente Lo-Reninge. 

## Geografie
De Lovaart scheidt de dorpskern Pollinkhove van die van het stadje Lo; de IJzer vormt de zuidgrens. Bij de samenvloeiing ligt het gehuchtje Fintele. Op de grens met Oostvleteren, Hoogstade en Stavele ligt op de IJzer het gehucht Elzendamme.

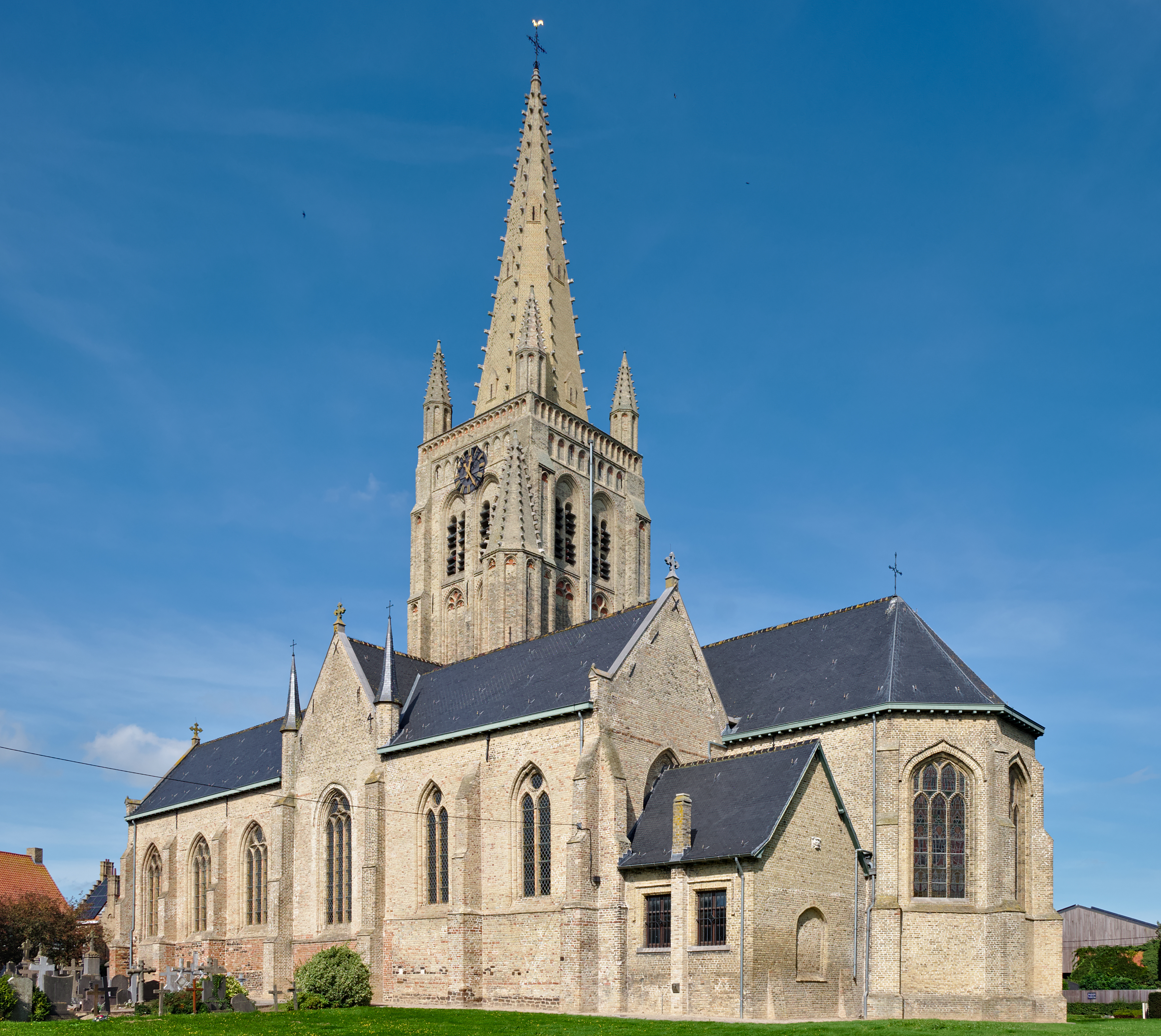
Sint-Bartholomeuskerk

## Geschiedenis
Pollinkhove werd voor het eerst vermeld in 1069 als Pollinghehove. Het zou in de 7e eeuw geschonken zijn aan Sint-Audomarus en kwam vervolgens in bezit van de Abdij van Sint-Bertinus te Sint-Omaars. Tijdens de 11e of 12e eeuw zou de eerste kerk gesticht zijn. Omstreeks deze tijd werden er ook dijken aangelegd om het water van de IJzer te beteugelen.
In 1472 wordt vermeld dat Pieter Donche een leen van 2 gemeten en 20 roeden (0,9 ha) had in Polinckhove. Deze zou later de raadspensionaris van Lo worden. Vanaf 18 november 1502 hield zijn vierjarige dochter Elisabeth dit leen van Joos van Wulfsberge.
In de 2e helft van de 17e eeuw had Pollinkhove te lijden onder de Devolutieoorlog tussen Frankrijk en Spanje. Dit leidde in 1668 tot de Vrede van Aken, waarbij Pollinkhove -met geheel Veurne-Ambacht- Frans bezit werd. Krachtens de Vrede van Utrecht (1713) kwam Pollinkhove weer aan de Oostenrijkse Nederlanden.
Omstreeks 1780 werd de steenweg van Veurne naar Ieper aangelegd. In 1794, toen de Fransen binnenvielen, werd verzet geboden door het Vrijkorps van Pollinkhove.
In 1884 kwamen de Zusters van Moorslede naar Pollinkhove. Zij bestierden een school en van 1897-1898 werd voor hen een klooster gebouwd. In 1889 werd Pollinkhove ontsloten door enkele tramlijnen.
Tijdens de Eerste Wereldoorlog leed het dorp schade; in 1916 brandde de gemeenteschool af. Uit deze periode zijn enkele bunkers en militaire keukens bewaard gebleven.

## Demografische ontwikkeling
- Bronnen:NIS, Opm:1831 tot en met 1961=volkstellingen

## Bezienswaardigheden
- De kerk en parochie zijn genoemd naar Sint-Bartholomeus. De gotische Sint-Bartholomeuskerk heeft een 63 meter hoge beschermde toren, die dateert uit de 16de eeuw.
- De Machuytschans, een monument ter herinnering aan een veldslag aan de Machuytbeek, in 1794, waarbij twaalf Pollinkhovenaren omkwamen
- De Markeymolen, een windmolen bij de Lovaart. De molen staat op het grondgebied van Pollinkhove, bij het stadscentrum van Lo.
- De Machuutmolen, een windmolen aan de Lindestraat
- Het gehucht Fintele met zijn beschermde schutsluis.

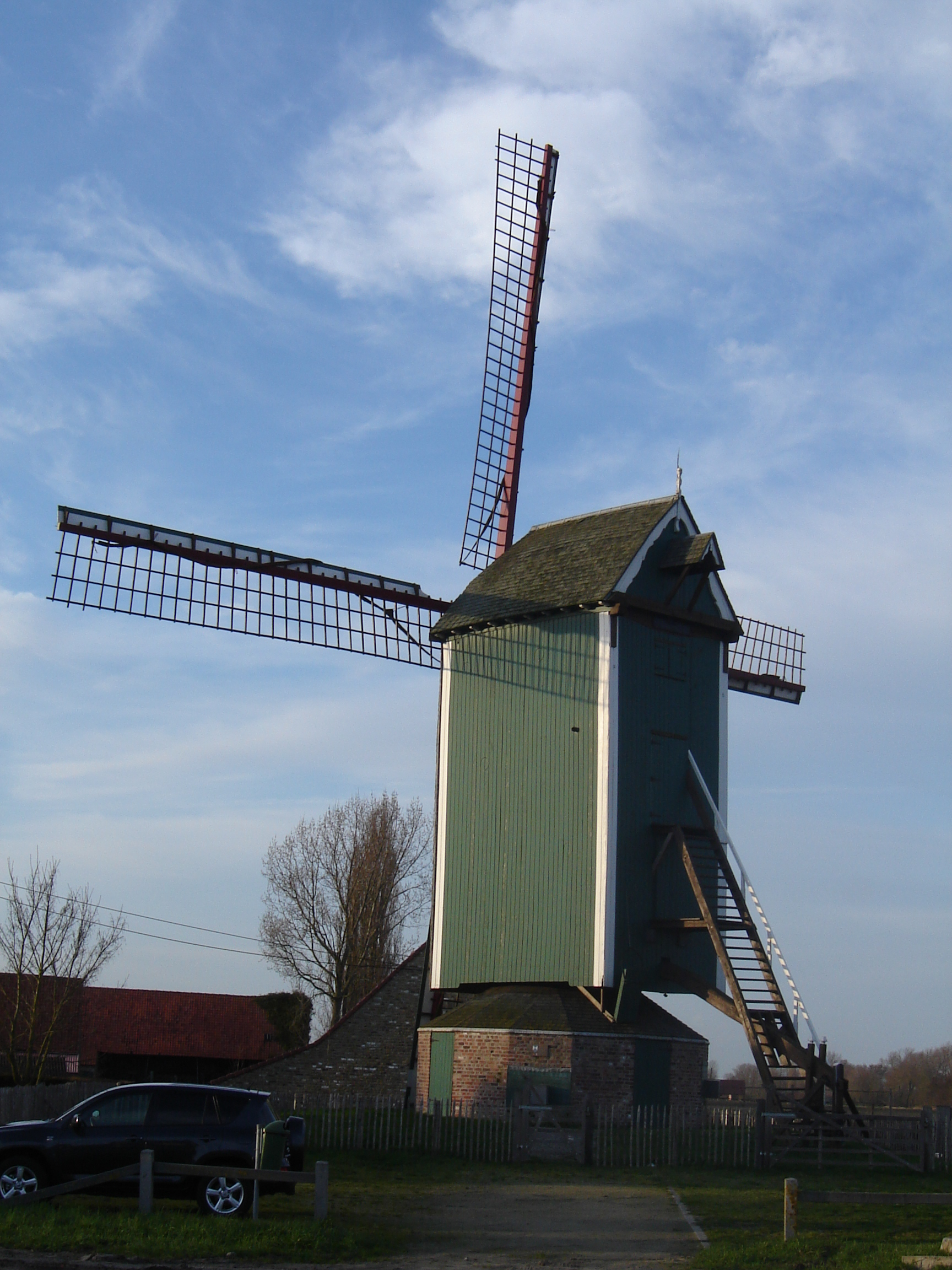
Markeymolen
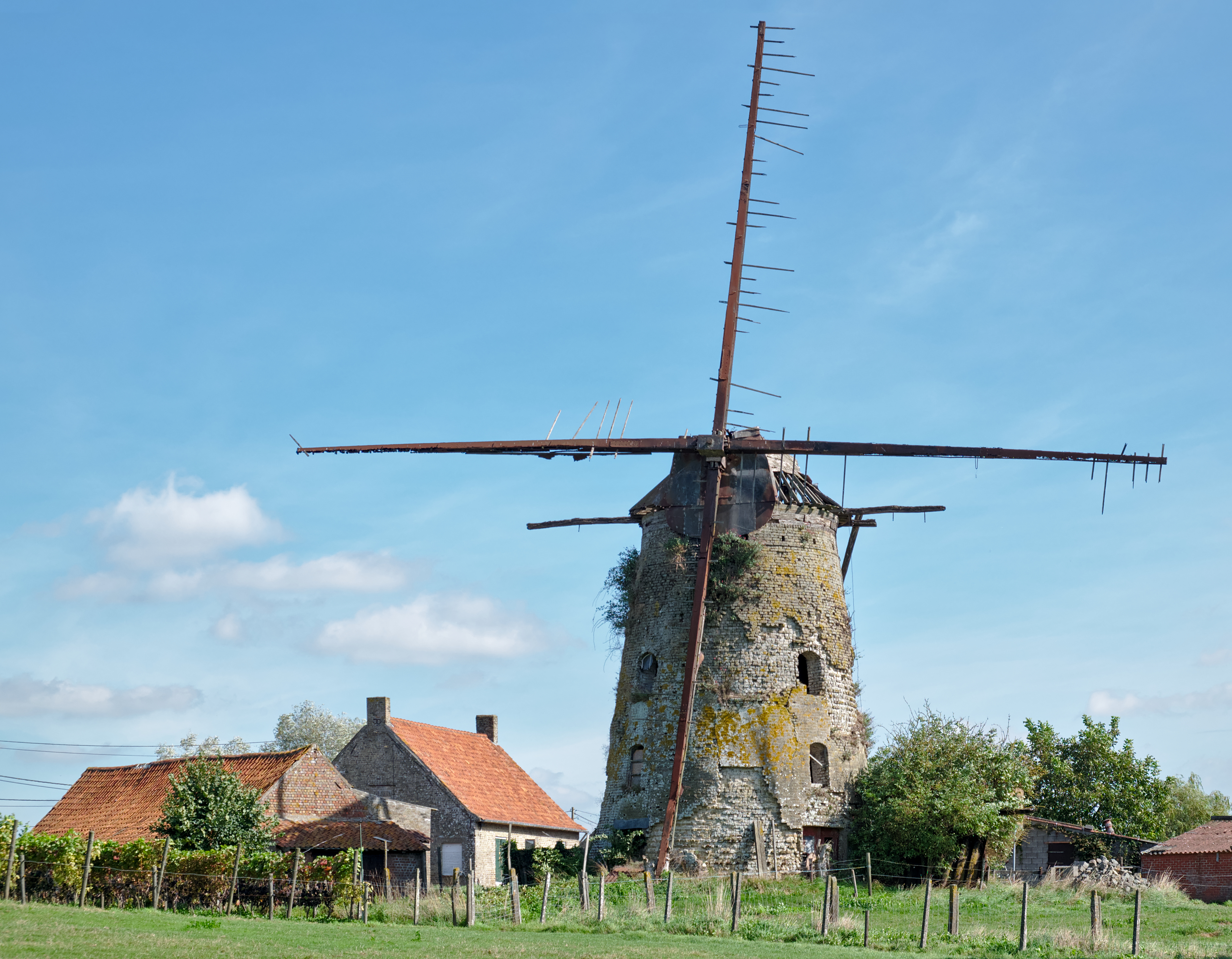
Machuutmolen

## Natuur en landschap
Pollinkhove ligt in Zandlemig Vlaanderen op een hoogte van ongeveer 10 meter. In het westen vindt men de Lovaart en in het zuiden de IJzer, waar de Lovaart, bij Fintele, in uitmondt. In de 12e eeuw werd op de linkeroever van de IJzer de Veurne-Ambachtsdijk opgeworpen, waardoor Pollinkhove tegen rivieroverstromingen beschermd werd.

## Nabijgelegen kernen
Lo, Oostvleteren, Hoogstade, Alveringem, Beveren aan de IJzer